# جوزي ونايت
جوزي ونايت (بالإنجليزية: Josie Knight) هي دراجة أيرلندية، ولدت في 29 مارس 1997 في Dingle ‏ في جمهورية أيرلندا.

## وصلات خارجية
- جوزي ونايت على موقع الاتحاد الدولي للدراجات (الإنجليزية)
- جوزي ونايت على موقع أرشيف الدراجات (الإنجليزية)
- جوزي ونايت على موقع إحصائيات الدراجات الإحترافية (الإنجليزية)
- جوزي ونايت على موقع نسبة الدراجات (الإنجليزية)
- جوزي ونايت على موقع CycleBase (الإنجليزية)
- جوزي ونايت على موقع اللجنة الأولمبية الدولية (الإنجليزية)
- جوزي ونايت على موقع أوليمبيديا (الإنجليزية)
- جوزي ونايت على موقع اللجنة الأولمبية البريطانية (الإنجليزية)